# Norton AntiVirus
Norton AntiVirus, dezvoltat și distribuit de compania Symantec, este un program de calculator conceput pentru prevenirea infectării cu software rău intenționat și eliminarea amenințărilor de acest tip.